# Oltremare
Oltremare est un parc à thème marin italien situé en Émilie-Romagne, près de Rimini, à Riccione. Les installations sont principalement conçues sur le thème de la mer avec des aquariums et des spectacles d'animaux marins.
Son nom signifie littéralement "outre-mer" en italien. Il comprend l'un des trois delphinariums italiens, et y présente neuf grands dauphins. Il est géré par le groupe italien Costa Edutainment, qui gère aussi deux autres delphinariums (Mediterraneo Marine Park et l'Aquarium de Gênes).
Ouvert en juin 2004, le parc est le résultat d'un investissement de plus de 80 millions d'euros, réalisé par le parc aquatique Aquafan et le Delphinarium Riccione. La superficie totale du parc est de 11 hectares, dont 7,7 d'espaces verts et 2,4 d'espaces couverts. Il est à l'origine un projet architectural réalisé par le groupe G.A.Lorenzon, Busby+Association des Architectes de Vancouver.

## Les zones du parc

### Adventure Island
C'est un domaine de 4 000 m² destiné aux enfants, ouvert en 2008, grâce à un investissement de 3 millions d'euros. C'est une aire de jeux sous le signe d'Ulysse, la mascotte du parc 

### Le voyage dans le temps
Le voyage dans le temps est divisé en plusieurs zones thématiques, qui emmènent les visiteurs de la naissance de l'univers à la vie dans les mers, sur terre et dans le ciel. 
- La planète Terre - du Big Bang à l'extinction des dinosaures

Les visiteurs peuvent y regarder des animations en 3D et 4D qui sont destinés à documenter l'évolution de l'univers de - 15 milliards à - 12 millions d'années.
Les étapes fondamentales de cette zone correspondent au Big Bang, à la formation de l'univers, du système solaire et de la planète Terre, conduisant les visiteurs vers les origines de la matière et de la vie.
- Darwin, la terre oubliée du temps

Un dôme de verre et d'acier, renferme un environnement inspiré de celui des dinosaures, tel qu'on le pense être au Crétacé. L'itinéraire se termine par la traversée d'une forêt brûlée par la lave, avec la vision de la forme d'empreintes de dinosaures sur le sol.

### Les zones marines
C'est la section la plus importante du parc, consacrée à l'environnement marin. Elle est composée de la Lagune des dauphins, l'Hippocampe, une salle d'exposition consacrée aux hippocampes, et de Planète mer, un espace consacré aux habitants de la mer Adriatique.
- Planète mer – Les géants de l'Adriatique

Il s'agit d'un espace totalement consacré à la mer Adriatique et aux géants qui l'habitent : baleines, dauphins, requins, poissons-lunes et autres grands vertébrés, qui sont reconstitués à l'échelle réelle en résine, fibre de verre et polyuréthane. La construction a été supervisée par Maurizio Wurtz d'Artescienza, sur un projet de Valter Fogato, biologiste et illustrateur naturaliste. Le secteur contient également une zone spéciale réservée aux enfants.
- La Lagune des Dauphins

La lagune des dauphins est un delphinarium qui reproduit une zone de l'Adriatique où les grands dauphins se produisent en spectacle devant le public.
La lagune est divisée en plusieurs zones. Au cours de la journée, de nombreux spectacles avec les dauphins et les phoques sont présentés. Pendant le mois d'août 2014, le parc a également enregistré sa première naissance de grand dauphin.
- L'Hippocampe – Le cheval bizarre

Des centaines d'hippocampes de différentes espèces sont présentés dans les aquariums principaux du parc. Cette zone, conçue en collaboration avec l'Aquarium National de Baltimore, est une des plus grandes consacrées à ces animaux. Elle comprend des installations pour l'élevage de phytoplancton et de zooplancton nécessaires à l'alimentation des hippocampes.

### Les zones naturelles
Oltremare dispose d'un grand espace consacré à la faune et la flore de la terre ferme, avec les zones suivantes :
- La zone des faucons : spectacle de rapaces en vol libre. La zone contient aussi un petit chemin pour apprendre plus en profondeur sur ces espèces d'oiseaux de proie.
- La zone du spectacle de la ferme : une scène similaire à celle de la "zone des dauphins", où les enfants sont divertis par des numéros courts avec des souris, des oies, des poules, des porcs et des chèvres.

### Anciennes zones
- La salle IMAX 3D a été la structure primaire du parc. Ouverte en 2004, en collaboration avec TIM, elle a été fermée en 2013.